# Transessualità nello sport
La transessualità nello sport è un argomento molto dibattuto, specialmente quando si parla di stabilire in quale categoria dovrebbero competere gli atleti transgender o con identità non binarie.
Ogni federazione o organizzazione sportiva adotta le proprie regole, che possono essere il test del sesso oppure oggi sempre più spesso la distinzione tra la categoria maschile e quella femminile si basa sul livello di testosterone per litro degli sportivi, mentre in passato un requisito comune era l'aver effettuato un'operazione per la riassegnazione di genere.

## Storia

### Olimpiadi
Nel 2003, il Comitato Olimpico Internazionale ha introdotto delle prime regole per la partecipazione degli atleti transessuali nelle sue competizioni, decidendo che per partecipare nella categoria corrispondente al loro genere eletto avrebbero dovuto essersi sottoposti ad un intervento chirurgico ed iniziato almeno due anni prima dell'evento una terapia ormonale per la transizione di genere.
Nel 2015 il CIO ha modificato le sue precedenti regolamentazioni, stabilendo che la categoria, maschile o femminile che sia, viene determinata in base al livello di testosterone per litro presente nell'organismo dell'atleta: se il livello non supera i 10 nanogrammi per litro, l'atleta gareggerà nella categoria femminile, altrimenti in quella maschile.
Per partecipare in una categoria differente da quella corrispondente al genere assegnato loro alla nascita, gli atleti devono dichiarare il loro genere eletto, con il vincolo di mantenere tale dichiarazione per 4 anni, e devono dimostrare di avere l'adeguato livello di testosterone almeno un anno prima che la competizione inizi.
La prima donna transgender a partecipare alle olimpiadi è stata Laurel Hubbard.
Il Comitato Olimpico Internazionale il 16 novembre 2021 ha stilato delle linee guida sulla partecipazione delle persone transgender e intersessuali nelle sue competizioni, per orientare le scelta dei regolamenti di ogni federazione sportiva internazionale.

### Paralimpiadi

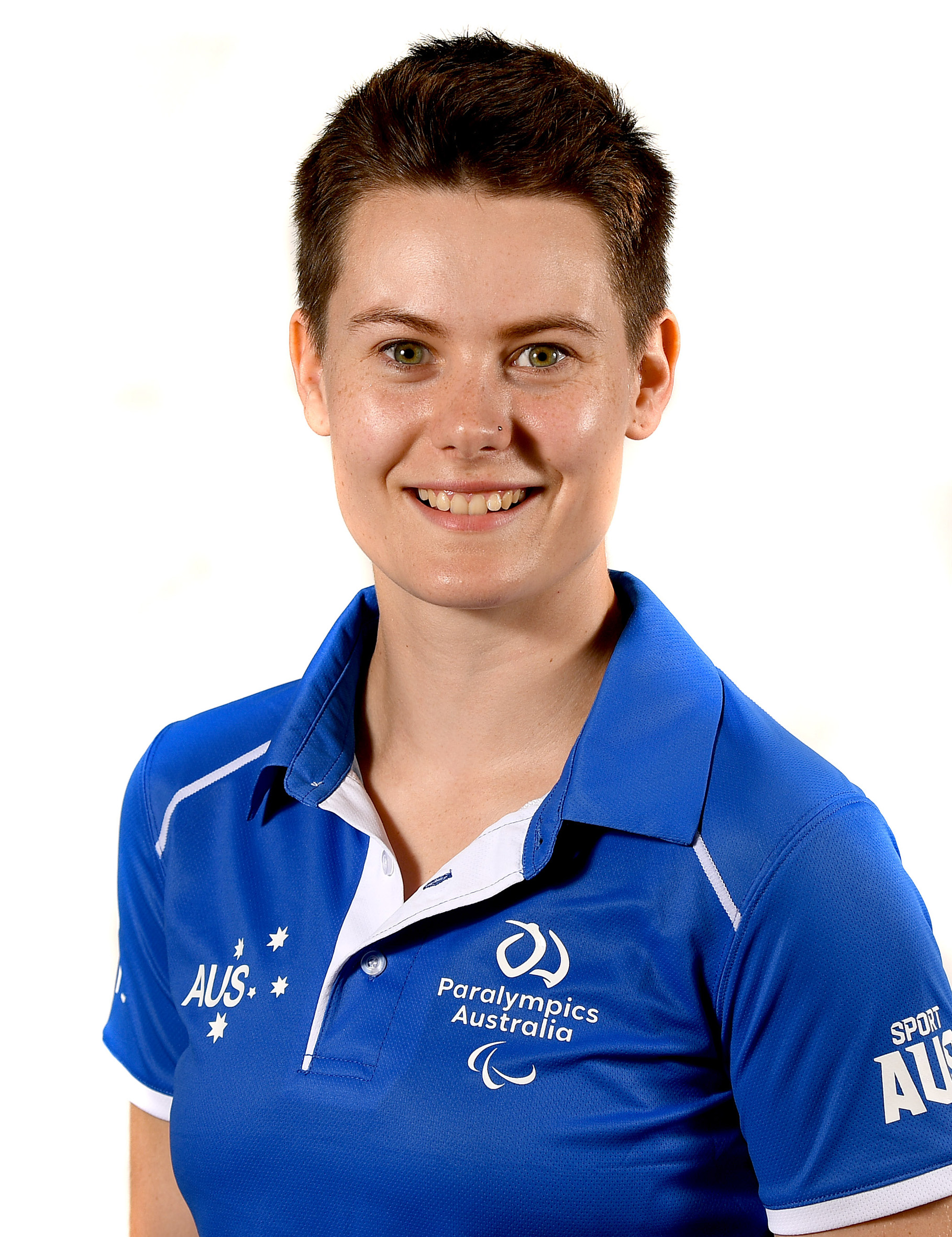
Robyn Lambird

Robyn Lambird è stata la prima atleta paralimpica di genere non-binario a vincere una medaglia paralimpica.

### Altro
World Athletics, seppur in passato avesse adottato lo stesso livello di testosterone adottato da COI e CPI, nel 2019 ha spostato la soglia per passare dalla categoria femminile a quella maschile a 5 nanogrammi per litro. Questa differenza è dovuta al fatto che, mentre i controlli del CIO si basano su test immunologici, quelli dell'atletica mondiale si basano sulla spettrometria di massa con cromatografia liquida, che portano a risultati con livelli leggermente inferiori.
Il Comitato Italiano Paralimpico è la prima federazione sportiva locale ad aver ammesso un'atleta transessuale alle sue competizioni, rendendo Valentina Petrillo la prima atleta paralimpica a partecipare ad una competizione paralimpica nella categoria corrispondente al suo genere eletto.
Dal 2021, i media hanno ampiamente coperto Lia Thomas, della University of Pennsylvania, che ha nuotato per la squadra maschile nel 2018-2019 e per la squadra femminile nel 2021. Il The Washington Post ha scritto che Thomas stava "frantumando record". Nel dicembre 2021, il funzionario di USA Swimming Cynthia Millen si è dimesso per protesta, a causa della sua convinzione che Thomas abbia un ingiusto vantaggio sulle sue concorrenti. Nel febbraio 2022, CNN ha definito Thomas "il volto del dibattito sulle donne transgender nello sport".

## Controversie
Gli atleti transgender, specialmente se MtF, vengono spesso criticati quando competono nella categoria non corrispondente al loro sesso biologico, perché sono - in media - avvantaggiati rispetto agli altri: secondo alcuni studi infatti avrebbero forza e caratteristiche muscolari superiori rispetto alle donne 
cisgender. Negli Stati Uniti d'America, delle atlete hanno intentato una causa contro un'atleta transgender, dichiarando che ammettere le persone transessuali nelle competizioni sarebbe "un'ingiustizia biologica".
Altri studi, forniti durante alcune consulenze del Comitato Olimpico Internazionale, dimostrano che seppur gli uomini siano effettivamente avvantaggiati rispetto alle donne, molti di questi vantaggi sono legati al testosterone, e dunque diminuiscono assieme alla diminuzione del livello di tale ormone nel corpo dell'atleta. Ciò nonostante quando la transizione è avvenuta dopo la pubertà lo sviluppo dell’apparato muscolo scheletrico, di quello cardiaco e polmonare hanno subito l’influsso del testosterone con un conseguente vantaggio competitivo non reversibile.